# 钱佳楠
钱佳楠（1988年—），上海市作家协会签约作家。

## 生平
生于1980年代后期的上海，双子座。毕业于复旦大学中文系。现就读于美国爱荷华作家工作坊。作品曾获第三十四届台湾“时报文学奖”短篇小说评审奖，两度入围林语堂文学奖决审。译有小说《粉红色旅馆》（[英]安娜·斯托瑟德著，四川文艺出版社），作品多见于《上海文学》《芙蓉》《萌芽》《鲤》等刊物。

## 作品系列
发表《人只会老，不会死》。

## 联系方式
- 微博 - 钱佳楠写小说，http://weibo.com/qianjianan （页面存档备份，存于）
- 豆瓣 - 钱佳楠的小站，https://site.douban.com/127223 （页面存档备份，存于）